# Serge Kampf
Serge Kampf (Grenoble, 13 oktober 1934 – aldaar, 15 maart 2016) was een Frans ondernemer die in 1967 door het starten van het bedrijf Sogeti de basis legde voor het ICT, consultancy en outsourcing bedrijf Capgemini. Hij bouwde dit bedrijf in veertig jaar uit tot een grote multinational.

## Biografie
Na een licentiaat (in Frankrijk is dit een driejarige hbo-achtige opleiding) in de bedrijfseconomie te hebben behaald bezocht hij de prestigieuze École nationale d'administration. Deze opleiding wist hij echter niet met een diploma te beëindigen. Na een jaar of zes voor het toen nog Amerikaanse computerbedrijf Bull te hebben gewerkt, richtte hij in 1967 samen met drie collega's in Grenoble het bedrijf Sogeti op. Onder zijn voorzitterschap groeide Sogeti in de jaren zeventig en tachtig door snelle groei en veel overnames in binnen- en buitenland uit tot Capgemini, een multinational die in Frankrijk aan de CAC 40 staat genoteerd. In 2008 bezat hij nog 4,6% van de aandelen. 
Achtereenvolgens vervulde hij de volgende functies: 
- CEO vanaf de oprichting tot 23 mei 1996, daarna
- Voorzitter van de Raad van Commissarissen tot 24 mei 2012.

Hij was een groot liefhebber en pleitbezorger van het rugby en was lid van de Franse Academie van de Sport. 
Op 1 januari 2009 werd hij onderscheiden als Commandeur in het Franse Legioen van Eer
Hij overleed op 81-jarige leeftijd.